# Jan Arend de Vos van Steenwijk (1855-1941)
Jan Arend baron de Vos van Steenwijk (Zwolle, 27 november 1855 - Dalfsen, Huis Mataram, 25 maart 1941) was van 1910 tot 1921 directeur van het Kabinet der Koningin.
De Vos van Steenwijk was een Overijsselse edelman die elf jaar directeur was van het Kabinet der Koningin. Hij was de zoon van J.A.G. baron de Vos van Steenwijk Senaatsvoorzitter en broer van W.L. de Vos van Steenwijk, die eveneens voorzitter van de Eerste Kamer zou worden. Hij bleef zijn hele leven vrijgezel en woonde in Dalfsen op huize Mataram. Hij was intermediair tussen vorstin en kabinet die daarbij soms veel tact en wijsheid moest gebruiken. Tijdens zijn directeurschap verhuisde het kabinet der Koningin van het Binnenhof naar het vroegere huis van Groen van Prinsterer aan de Korte Vijverberg.
- Biografisch Portaal: 86646122
- Gemeinsame Normdatei: 1028621647
- International Standard Name Identifier: 0000 0003 9213 1106
- Library of Congress Control Number: no2019002304
- Nederlandse Thesaurus van Auteursnamen: 067829155
- Parlement.com: vg09lly7pvzc
- Virtual International Authority File: 286073902
- WorldCat: E39PBJqFRpD86Qp8VJm8c7jjYP